# Nootkatone
Il nootkatone è un composto organico sesquiterpenoide biciclico, contenente un gruppo funzionale chetonico. La molecola esiste nei due enantiomeri (+)-nootkatone (rappresentato in figura) e (−)-nootkatone. Il (+)-nootkatone è presente in natura nella buccia e nel succo di pompelmo, ed è stato identificato anche in altri oli di agrumi. Il (+)-nootkatone è il principale responsabile del sapore e dell'odore del pompelmo; viene utilizzato per aromatizzare bevande e come prodotto farmaceutico.

## Proprietà
Il nootkatone puro è un solido cristallino bianco, mentre il prodotto commerciale è un liquido incolore o giallastro con un tipico odore di pompelmo. I due enantiomeri differiscono notevolmente nelle proprietà organolettiche:
- (+)-nootkatone ha odore e sapore di pompelmo, con un leggero gusto amaro; la soglia olfattiva risulta circa 1 µg/L in acqua. Questo è il composto importante per le industrie alimentari, cosmetiche e farmaceutiche.
- (−)-nootkatone non è di interesse commerciale, dato che ha un debole sapore legnoso e speziato, con una soglia olfattiva almeno 1000 vole più elevata.

## Presenza in natura
Il (+)-nootkatone fu individuato per la prima volta nel durame del Cupressus nootkatensis. In seguito è stato identificato in moltissime altre specie, e isolato in olio di scorza di agrumi come pompelmi, arance e limoni. Industrialmente si può estrarre principalmente dalla buccia di pompelmo. Tuttavia, un pompelmo contiene solo circa 100 mg di (+)-nootkatone, e di conseguenza il prezzo del composto di origine naturale è troppo elevato per essere di interesse commerciale.

## Sintesi
La prima sintesi totale del nootkatone racemo fu ottenuta nel 1968. In seguito furono sviluppati vari metodi di sintesi del (+)-nootkatone enantiomericamente puro. La maggior parte del (+)-nootkatone commerciale viene prodotto per ossidazione del (+)-valencene, un composto molto economico ricavato dagli agrumi. La reazione è schematizzata nella figura seguente.

La sintesi del nootkatone a partire dal valencene è un esempio di ossidazione allilica.

Il (+)-nootkatone prodotto per sintesi chimica non può essere commercializzato come "aroma naturale"; di conseguenza sono stati ideati anche numerosi processi biotecnologici, sfruttando colture cellulari, batteri, funghi ed enzimi. Il (+)-nootkatone prodotto per via biotecnologica può essere commercializzato come "aroma naturale".

## Uso
Per il suo caratteristico aroma di pompelmo il nootkatone è ampiamente utilizzato dall'industria alimentare per aromatizzare bevande e altri cibi. Viene inoltre usato anche dall'industria cosmetica e farmaceutica, e può essere utilizzato come insetticida e repellente per insetti.

## Tossicità / Indicazioni di sicurezza
Nel 2015 sono state prodotte 0,1-1 tonnellate di nootkatone. Il composto è stato dichiarato sicuro dalla Food and Drug Administration. L'autorità europea per la sicurezza alimentare (EFSA) lo ammette come additivo nei cibi con il limite di 0,5 mg/kg. È stato condotto uno studio per valutare la sicurezza d'impiego del nootkatone in cosmetici e altri prodotti domestici, concludendo che il composto è sicuro nell'ambito degli usi esaminati.